# Boronia fraseri
Boronia fraseri ist eine Pflanzenart aus der Gattung der Korallenrauten (Boronia) innerhalb der Familie der Rautengewächse (Rutaceae). Diese australische Art wächst als bis zu 2 Meter hoher Strauch mit purpurfarbenen Blüten in der Umgebung von Sydney, wo sie in feuchten Hartlaubwäldern und im Lorbeerwald zu finden ist. Ihre kleinen Kapselfrüchte explodieren bei Erschütterung und schleudern die Samen fort.
Boronia fraseri wurde 1843 von William Jackson Hooker erstbeschrieben und steht innerhalb der Gattung Korallenrauten (Boronia) der sehr ähnlichen Art Boronia keysii nahe. Da Boronia fraseri ein vergleichsweise kleines Verbreitungsgebiet hat und nicht als häufig gilt, wird sie auf der Liste der Rare and Threatened Australian Plants (ROTAP) als selten ("rare") geführt.

## Beschreibung

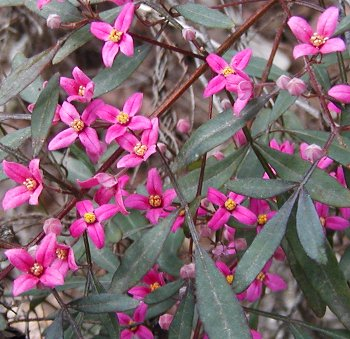
Blütenstände mit vierzähligen Blüten und fiederteilige Laubblätter

### Erscheinungsbild
Boronia fraseri wächst als Strauch und erreicht Wuchshöhen von 0,5 bis 2 Meter. Die Stämme verzweigen sich bereits in Bodennähe. Die deutlich vierkantigen Zweige besitzen eine Rinde, die kahl oder spärlich mit Sternhaaren bedeckt ist.

### Blatt
Die kreuzgegenständig an den Zweigen angeordneten Laubblätter sind in Blattstiel und Blattspreite gegliedert. Der Blattstiel ist 2 bis 30 Millimeter lang. Die unpaarig fiederteilige Blattspreite besitzt drei bis sieben Fiederblätter an einer 6 bis 30 mm langen, geflügelten Blattrhachis. Die Fiederblätter stehen sich gegenständig gegenüber. Sie sind kahl und bei einer Länge von 10 bis 60 Millimetern und einer Breite von 3 bis 15 Millimetern elliptisch bis breit-elliptisch oder verkehrt-eiförmig mit stumpfem oberen Ende. Das Endfiederblatt ist am längsten. Die Blattränder sind glatt und zurückgekrümmt. Davon abweichend ist die Beschreibung in Bentham, dort ist das Endfiederblatt mit einer Länge von 2,5 bis 4 Zentimeter länglich-lanzettförmig. Die Blattunterseite ist heller als die Blattoberseite .

### Blütenstand und Blüte
Die seitenständig auf einem kurzen Blütenstandsschaft stehenden, zymösen Blütenstände enthalten zwei bis sechs Blüten. Die Blütenstiele sind 6 bis 16 Millimeter lang.
Die zwittrigen Blüten sind vierzählig mit doppelter Blütenhülle. Die vier filzig behaarten, freien Kelchblätter sind breit-eiförmig, relativ kurz und gerade. Die vier filzig behaarten, freien in kreuzförmiger Anordnung ausgebreiteten Blütenkronblätter sind leuchtend rosafarben bis purpurfarben und 6 bis 10 Millimeter lang; sie sind auch noch an den Früchten vorhanden. Die Blütenkronblätter besitzen einen deutlichen Mittelnerv und die Knospendeckung ist valvat, sie berühren sich also. Die vier fertilen Staubblätter besitzen Staubbeutel mit einem winzigen spitzen oberen Ende. Die vier Staminodien besitzen kahle Staubfäden. Der Diskus ist dick. Vier Fruchtblätter stehen zu einem oberständigen Fruchtknoten zusammen. Der Fruchtknoten besitzt vier Kammern, die sich äußerlich deutlich abzeichnen. Jede Fruchtknotenkammer enthält zwei Samenanlagen. Der Griffel endet in einer kleinen und kopfförmigen Narbe.
Die Blütezeit liegt im Frühjahr.

### Frucht
Die kleinen Spaltfrüchte zerfallen in kahle Teilfrüchte, die meist nur einen, selten zwei Samen enthalten. Die Spaltfrüchte explodieren bei Erschütterung und schleudern die Teilfrüchte fort .

### Chromosomenzahl
Die Chromosomenzahl beträgt 2n = 32.

## Vorkommen
Boronia fraseri wächst ausschließlich in der Region um Sydney, vorwiegend entlang des Küstenplateaus und der südöstlichen Ausläufer der Blue Mountains. Nachgewiesen ist Boronia fraseri im Ku-ring-gai-Chase-Nationalpark, dem Blue-Mountains-Nationalpark sowie dem Brisbane-Water-Nationalpark. Ein weiteres mögliches Vorkommen liegt im Popran-Nationalpark. Im späten 20. Jahrhundert wurden Vorkommen um Wyong, Cessnock, Karuah und Port Stephens entdeckt, sodass sich das bekannte Verbreitungsgebiet auch nordwärts über den Hawkesbury River erstreckt. 
Bachläufe, Rinnsale und Sturzrinnen sind die bevorzugten Standorte von Boronia fraseri. Als Vegetationsgesellschaften kommen sowohl Hartlaub- als auch Feuchtwälder in Frage. Sie gedeiht auf Böden, die sich über Sandstein, der in der Region häufig vorkommt, entwickelt haben.

## Systematik
Diese Art wurde 1842 unter dem Namen Boronia anemonaefolia durch Sir Joseph Paxton in Paxton's Magazine of Botany 9, S. 123, Plate ungültig erstveröffentlicht. Erst die Veröffentlichung unter dem Namen Boronia fraseri durch William Jackson Hooker 1843 auf der Tafel 4052 seines mehrbändigen Werkes The Botanical Magazine.  gilt als gültige Erstbeschreibung. Das Artepitheton fraseri soll Charles Fraser, den ersten Direktor des Royal Botanic Gardens in Sydney, ehren.
Innerhalb der Gattung Boronia steht Boronia fraseri in der Sektion Valvatae und dort wiederum in der Untersektion Fraseriae. Seine Schwesterart ist Boronia keysii von der Südwestküste Queenslands. 

## Gefährdungsstatus
Da Boronia fraseri ein geschätztes Verbreitungsgebiet von weniger als 100 km Durchmesser besitzt und nicht als häufig gilt, wird sie auf der Liste der Rare and Threatened Australian Plants (ROTAP) in der Kategorie 2RCa (selten mit kleinem Verbreitungsgebiet aber nennenswerten Vorkommen in Schutzgebieten) geführt. 